# Björn Lange
Björn Lange (ur. 15 czerwca 1979) – niemiecki lekkoatleta, specjalizujący się w rzucie oszczepem.
W 1998 bez powodzenia startował w mistrzostwach świata juniorów. W 2001 roku zdobył w Amsterdamie tytuł młodzieżowego mistrza Europy. Rekord życiowy: 85,21 (19 sierpnia 2001, Gateshead).